# Al-Ichlas

kaligrafia arabska z nazwą sury Al-Ichlas

Al-Ichlas (arab. ‏سورة الإخلاص‎ Sūratu l-Iḫlāṣ) – sto dwunasta sura Koranu. Nie jest pewne, gdzie została objawiona, ale większość uczonych muzułmańskich uważa, że jest to sura mekkańska. Ma 4 aje. Jej tematem jest tawhid, stąd jej alternatywna nazwa Surat ut-Tawhīd. Wychwala ona Allaha, opisując jego wielkość, potęgę i majestat.
Sura ta została wykaligrafowana na Kopule na Skale w Jerozolimie.

## Tekst sury
بِسۡمِ اللّٰہِ الرَّحۡمٰنِ الرَّحِیۡمِ
قُلۡ هُوَ اللّٰہُ اَحَدٌ
اَللّٰہُ الصَّمَدُ
لَمۡ یَلِدۡۙ وَ لَمۡ یُوۡلَدۡ
وَ لَمۡ یَکُنۡ لَّهّ کُفُوًا اَحَدٌ

## Transkrypcja klasycznego arabskiego tekstu sury
bismillah-i ar-rahmān-i ar-rahīm-i 
kul huwa allah-u ahad 
allah-u samad 
lam jalid 
wa-lam julad 
wa-lam jakun la-hu 
kufw-an ahad

## Hadisy o surze al-Ichlas
- Ubajj ibn Ka'b przekazał, iż sura ta została objawiona, gdy politeiści zapytali Proroka Mahometa, jaki jest rodowód jego boga. Dlatego też sura ta głosi „(Allah) nie zrodził i nie jest zrodzony”.

Hadisy sugerują też, że sura ta jest szczególnie ważną dla Allaha częścią Koranu:
- Imam Malik ibn Anas przekazał od Ubajdy ibn Hunajna że ten słyszał, jak Abu Hurajra mówił:

„Wyszedłem z Prorokiem, i usłyszał on jak jakiś mężczyzna recytował „Mów: On, Allah, jest Jeden” Wtedy Wysłannik Allaha powiedział: „To jest nieodzowne.” Zapytałem: „Co jest nieodzowne?” On odrzekł: „Raj.”
- Abu Sa'id przekazał, iż Prorok rzekł do swych towarzyszy:

„Czyż każdy z was nie jest w stanie wyrecytować jednej trzeciej Koranu podczas jednej nocy?” Ponieważ było to dla nich trudne, zapytali: „Który z nas jest w stanie to uczynić, Wysłanniku Allaha?” Ten odparł: Allah jest Jeden, Wiekuisty jest jedną trzecią Koranu.